# Medvefélék

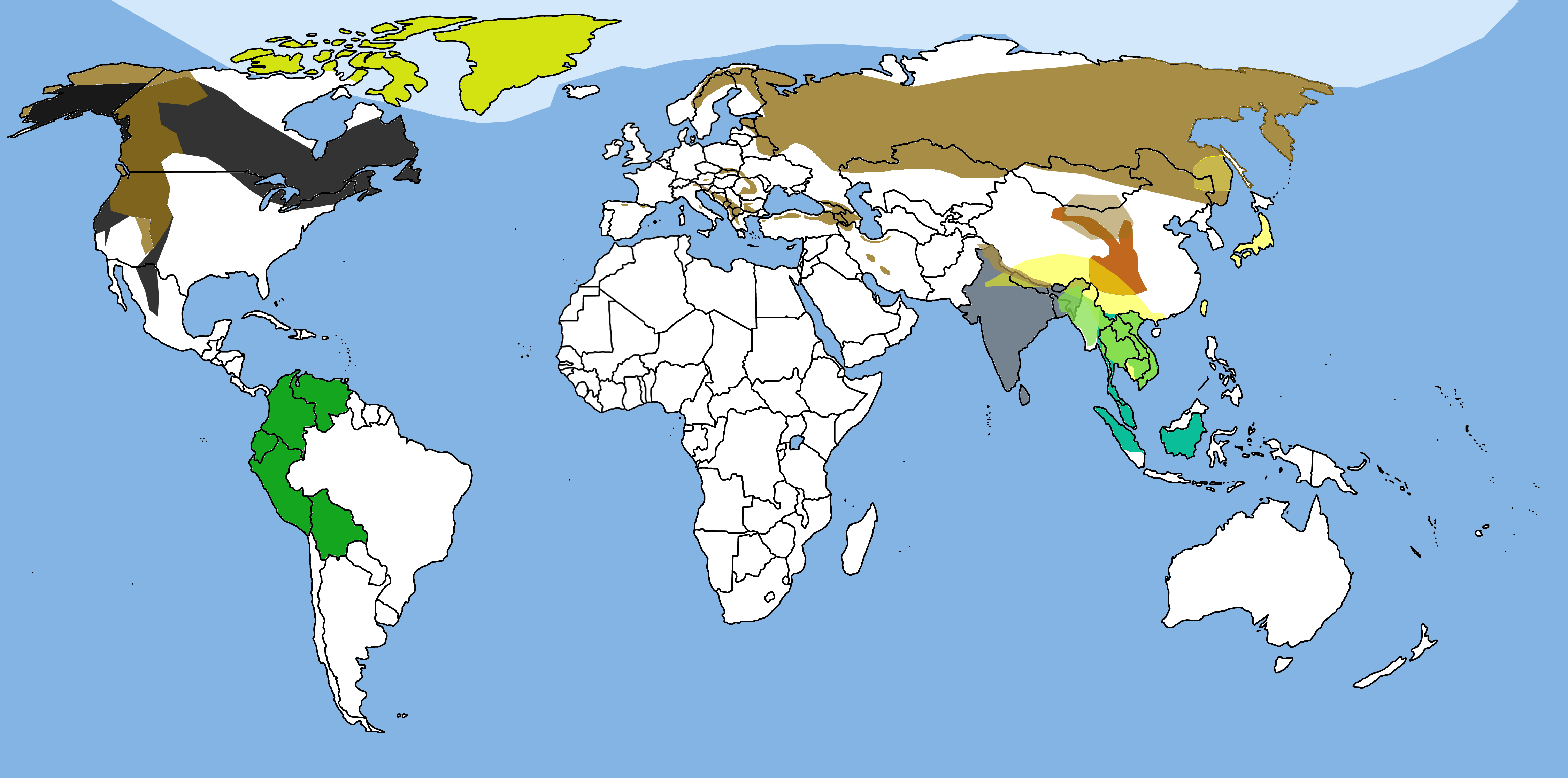
A medvefajok elterjedése:
Óriáspanda (más fajokkal: ,)
Maláj medve (az örvös medvével:)
Ajakos medve (az örvös medvével:)
Pápaszemes medve
Fekete medve (a barna medvével:)
Örvös medve (más fajokkal:,, ,)
Barna medve (más fajokkal:, ,)
Jegesmedve

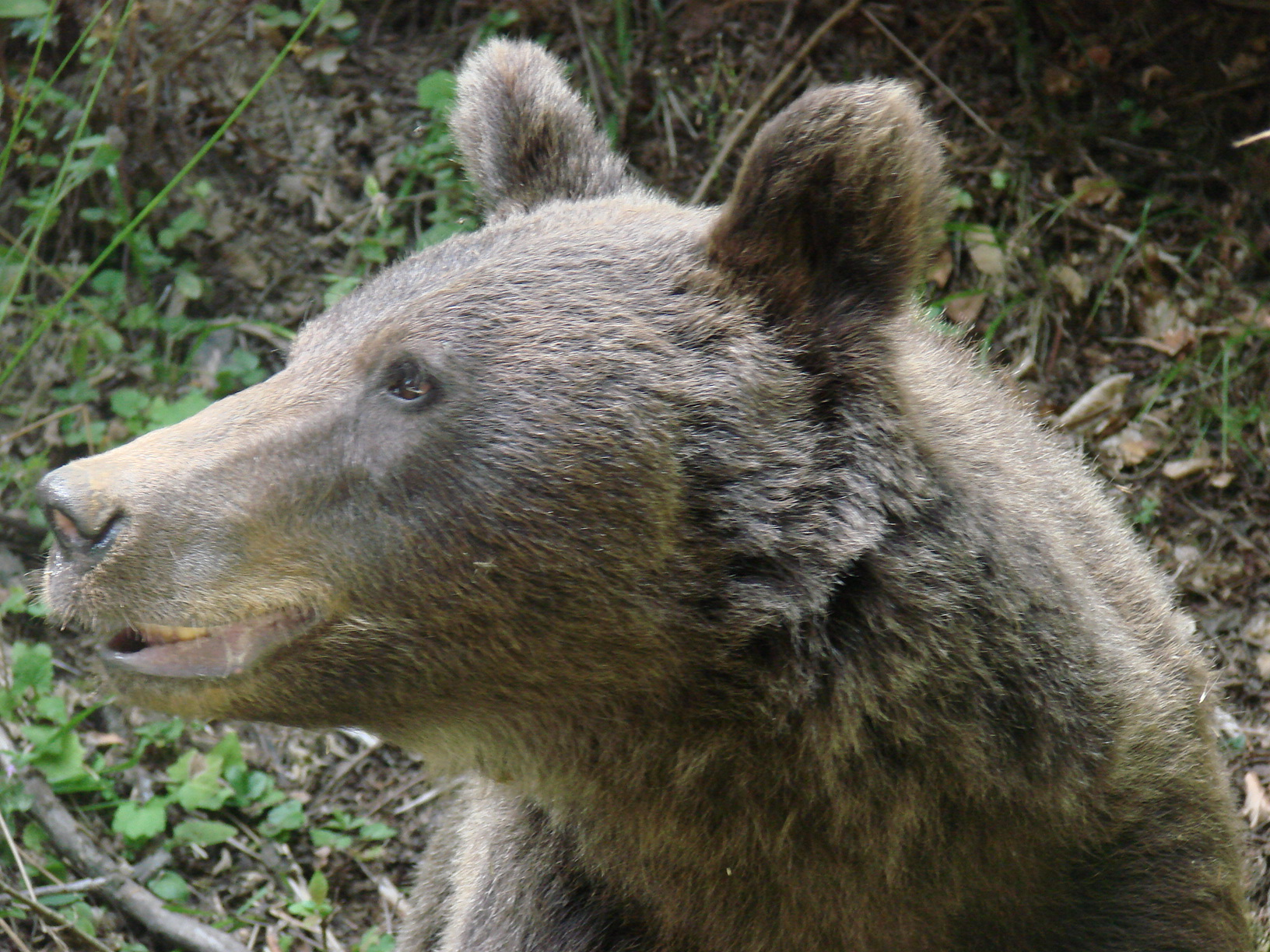
A barna medve feje oldaról

A medvefélék (Ursidae) vagy medvék a ragadozók rendjének egy családja. Mivel a mai rendszerek az óriáspandát is a medvefélék közé sorolják, így 5 nem és 8 ma élő faj tartozik a családba.
A medvefélék nagy testű, erőteljes, lomha mozgású ragadozó emlősök, azonban veszély esetén vagy vadászatkor rendkívül gyorsan képesek futni. Egész talpuk érinti a talajt, talponjárók. Fejük nagy, orruk megnyúlt, farkuk erőteljesen visszafejlődött, rövid. Tépőfoguk nem alakult ki, zápfogaikon tompa dudorok találhatók. Vakbelük nincs, teljesen visszafejlődött. Többségük mindenevő.
A medvefélék képviselői széles körben elterjedtek a világon. Eurázsia és az amerikai kontinens lakói, Afrikában, Ausztráliában és az Antarktiszon viszont nem fordulnak elő. Bár az afrikai kontinensen létezett a faj, az ún. atlasz-medve, de ez kihalt. Nagytestű, erőteljes felépítésű fajok tartoznak ide, melyek táplálkozásukat tekintve igen változatos állatcsoportot alkotnak, hiszen ragadozókat, mindenevőket és elsősorban növényevőket egyaránt sorolnak a családba. A medvefélék elsősorban magányos életmódúak.
A medvefélék kicsinyeit bocsoknak nevezzük.

## Rendszerezés
A család az alábbi ma élő nemeket és fajokat foglalja magában.

### Ailuropodinaealcsalád
- Ailuropoda (Milne-Edwards, 1870) – 1 faj
  - óriáspanda (Ailuropoda melanoleuca)

### Tremarctinaealcsalád
- Tremarctos (Gervais 1855) – 1 faj
  - pápaszemes medve (Tremarctos ornatus)

### Ursinaealcsalád
- Helarctos – 1 faj
  - maláj medve (Helarctos malayanus)
- Melursus – 1 faj
  - ajakos medve (Melursus ursinus)
- Ursus – 4 faj
  - fekete medve vagy baribál (Ursus americanus)
  - barna medve (Ursus arctos)
  - jegesmedve (Ursus maritimus)
  - örvös medve (Ursus thibetanus)

## A medve a kultúrában

### Elnevezései, szólások
A medve név szláv eredetű. A medved, medvegy szó eredetileg „mézlátót”, „mézmutatót” jelentett (az ősszláv med, „méz” és vedj „látni” szavak összetétele). Az ősi szláv megnevezés valószínűleg olyan totemisztikus alapon született körülírás, mint az ősi magyar farkas és szarvas szavak. A totemként tisztelt állat valódi nevének kiejtését ugyanis tabu tiltotta. A medve kicsinye a bocs (ismeretlen eredetű szó), illetve a mackó. Ez utóbbi a szlovák macko („medve”; „tipegőruha”) átvétele, és eredetileg a Matej (Mátyás) személynév egyik becéző alakja volt. A medve hangja a brummogás, ami hangutánzó szó. Ez a szó elég későn jelent meg a magyar nyelvben, valószínűleg a szintén hangutánzó német brummen átvételeként. A medvével kapcsolatos közismert magyar szólás az előre inni a medve bőrére, vagyis „túl korán örülni valaminek”. A középkori Szent György Lovagrend egyes rabló lovagjainak medvebőrt ábrázoló címeréről (németül Bärenhäuter - ejtsd: bérnhojter -, azaz „medvenyúzó”) veszi eredetét a pernahajder kifejezés.
A medve neve az ógörögben arktosz, a latinban Ursus, a barna medve tudományos nevét is e két szóból alkották meg: Ursus arctos. Mindkét szó az indoeurópai arkt-, urkt- szótőre nyúlik vissza. A medve angol bear és német Bär neve a szláv nyelvekhez hasonlóan az eredeti név tabutilalma révén alakulhatott ki, és egyes nyelvészek az ógermán brun, beron („barna”) szóra vezetik vissza. A medve hindi neve bhalu, A dzsungel könyvében szereplő medve ezért kapta a Balu nevet.

### Vallás és művészet

Berlin címere

A finnek és más finnugor nyelvű népek hajdanán a medvéket őseik szellemeként tisztelték. Hasonló medvekultuszt ápoltak az ősi koreaiak is. Az ókori görögök a medvéről nevezték el a Kis Medve és Nagy Medve csillagképeket (magyar népi nevük Göncölszekér).
A medve számos város címerállata. A leghíresebb ezek közül a svájci főváros, Bern, valamint a német főváros, Berlin címerében látható medve. (A Bern név maga is medvét, a Berlin név pedig mackót jelent.) Az USA Kalifornia államának zászlajában medve látható. Oroszország hagyományos jelképállata szintén a medve. (Mackó volt az moszkvai olimpia kabalafigurája is.)

### Játékmackók
A medvebocs kedves emberszerű vonásai miatt a legnépszerűbb játékfigura. Többnyire plüssből készítik. Az első játékmackókat 1894-ben készítette a németországi Sussenguth-fivérek játékgyára. Sikerük nyomán más gyártók is követték őket Németországban, majd máshol is. A régi mackókat világszerte felnőttek is gyűjtik. A világ első játékmackó-múzeumát 1984-ben nyitották meg Angliában (Teddy Bear Museum, Petersfield, Hampshire).

### Szépirodalom
- A medvék gyakori szereplői a különböző népek meséinek és legendáinak.
- Balu, Rudyard Kipling A dzsungel könyve című regényében szereplő ajakos medve, az erdőben felnövekvő Maugli hű barátja
- Gyermekkönyvek főszereplői:
  - Dörmögő Dömötör
  - Brumi (Bodó Béla mesekönyvsorozatának főhőse)
  - Vackor (Kormos István verssorozatának hőse)
  - Játékmackók:
    - Micimackó (Alan Alexander Milne regényhőse)
    - Füles Mackó (lengyel mesekönyv- és bábfilmsorozat főhőse)

#### Versek
- Arany János – Régi jó időből
- Csukás István – Mackómese
- Donászy Magda: Odvas fában
- József Attila: Medvetánc
- Kányádi Sándor: Édes málna, kásás vackor; A jámbor medve; Nyírbocskor
- Lackfi János: Mi jár a maci fejében?, Három nyári medvevers
- Majtényi Erik: A cammogó
- Móricz Zsigmond: Jó a ropogó…
- Nagy László: A jegesmedve
- Romhányi József: Medve-tanköltemény
- Végh György: A zacskót fújó mackó
- Weöres Sándor: Medve-nóta; A medve töprengése
- Zelk Zoltán: Kelj fel medve
- A népköltészet is ismer verseket, mondókákat medvékről: Erős Mackó (lapp); Medvecsalogató (vogul)

### Animációsfilm-figurák
- Balu: Rudyard Kipling A dzsungel könyve című novellafüzérében, amit a Walt Disney stúdió filmesített meg;
- Maci Laci: (William Hanna és Joseph Barbera rajzfilmsorozatának hőse;
- Ursula nővér: Doktor Bubó asszisztense a Kérem a következőt! című magyar rajzfilmsorozatból;
- Topi medve: a Muppet Show egyik bábfigurája;
- TV Maci: az esti mesék kísérője[3] a 60-as évektől.[4]
- Micimackó